# Krzysztof Niemirycz
Krzysztof Niemirycz (ur. ok. 1650, zm. ok. 1710) – polski poeta barokowy i tłumacz, polemista braci polskich.
Był najstarszym synem Stefana Niemirycza i Gryzeldy z Wylamów, bratanek Jerzego Niemirycza.
Po wygnaniu braci polskich z Polski w 1658 Niemirycz, jeszcze jako chłopiec, osiadł z rodziną w Neuendorfie (obecnie Czarnowo koło Krosna Odrzańskiego). 
Znane są dwa dzieła Niemirycza:
1. La Vérité et Religion en visite chez les théologiens en y cherchant leurs filles la charité et la tolérance wydane w 1695 roku, traktat teologiczny wzywający wyznania protestanckie (unitarianie, kalwiniści i luteranie) do zjednoczenia w jednym kościele.
2. Bajki Ezopowe wierszem wolnym wydane w 1699 w Krośnie Odrzańskim. Zbiór ten zawiera 40 tekstów, będących swobodnym tłumaczeniem I tomu Bajek La Fontaine'a.

Niemirycz wprowadził do poezji polskiej wiersz wolny, której to technice wersyfikacyjnej poświęcił utwór Obserwacja na wiersz wolny, umieszczony na początku Bajek. Wprowadził także asonanse, nieobecne wcześniej w poezji polskiej, ale wykorzystywane w polskiej twórczości ludowej. Polszczyzna Niemirycza wolna była od typowych dla baroku latynizmów, inwersji i alegorii. Z francuskiego pierwowzoru bajek przejął nowy typ moralistyki – powściągliwej, ukrytej za fabułą, odróżniającej się do barokowej ekspresyjności.